# Aberdeen FC
Aberdeen FC, grundad 14 april 1903, är en skotsk fotbollsklubb från Aberdeen.
Aberdeen hade en storhetstid under början av 1980-talet när man vann flera liga- och cupguld. Den största stunden kom 1983 då man vann Cupvinnarcupen. I finalen besegrade man det spanska storlaget Real Madrid. Tränaren under den här tiden var Alex Ferguson.

## Historia
Klubben tog sina första steg den 8 oktober 1881 när tre lärare från Woodside School bildade ett fotbollslag. Den 11 mars 1882 spelade klubben sin första match, då de förlorade med 0-4 mot Coupar Angus. Bara några år därefter, 1889, flyttade klubben till Pittodrie Park där klubbens hemmaarena senare skulle uppföras.
Först den 14 april 1903 bildades Aberdeen Football Club. Det sedan den ursprungliga klubben Aberdeen valt att gå samman med de två lagen Orion och Victoria United.

### Före andra världskriget (1903-1945)
I augusti 1904 klev Aberdeen FC in i det nationella seriesystemet. Efter att ha nekats en plats i högstaligan fick de nöja sig med spel i andradivisionen, där de inledde ligaspelet med en 1-2-förlust mot Falkirk. Trots den inledande förlusten blev Aberdeen vid slutet av säsongen uppflyttade. Sedan det skotska förbundet valt att utöka ligan och välja in Aberdeen till finrummet.
Den första stora framgången skulle dock dröja till 1937. Aberdeen nådde då sin första cupfinal, men föll där med 1-2 mot Celtic och nekades sin första stora titel. Istället skulle den historiska titeln dröja ytterligare tio år - tills tiden efter andra världskriget.

### De första titlarna (1946-1956)
Våren 1947 vann klubben till slut sin första stora titel. Återigen nådde de fram till cupfinalen - och den här gången gick det hela vägen. Ett avgörande mål av Stan Williams innebar att Hibernian besegrades med 2-1 och Aberdeen vann titeln. Klubben var också nära att nå en cupdubbel, men i den första upplagan av ligacupen förlorade de finalen med 0-4 mot Rangers.
I mitten av 1950-talet lyckades Aberdeen slå sig in i toppen på fullt allvar. En cupfinal nåddes 1953 och den första finalen slutade 1-1. I omspelet drog dock Rangers det längsta strået och tog hem titeln. Året därpå, 1954, nådde Aberdeen ytterligare en cupfinal. Den gången fick de dock se sig besegrade av Celtic, efter en 1-2-förlust.
Efter de dubbla finalförlusterna skulle Aberdeen dock få gruvlig revansch på Glasgow-klubbarna 1955. Klubben kunde då lyfta sin första ligatitel i skyn. Titeln kom efter att Pittodrie Stadium varit ett fort och klubben inte förlorat mer än en match på hemmaplan. När ligan väl gick i mål ståtade också Aberdeen högst upp i tabellen, med tre poäng ner till andraplacerade Celtic.
Hösten 1955 vann Aberdeen också sin första ligacuptitel, sedan de besegrat St. Mirren med 2-1 i finalen. I ligaspelet förmådde de dock inte att försvara titeln utan fick till slut nöja sig med en andraplats.

### Rödvitt men titellöst (1957-1969)
Efter de lyckade åren i mitten av 1950-talet föll Aberdeen snart tillbaka. En närmare 15 år lång titeltorka inleddes nämligen då. Som närmast en ny titel kom det åldrande lagbygget 1959, då St. Mirren dock visade sig för starka i cupfinalen.
Våren 1965 kom Eddie Turnbull in som ny tränare för Aberdeen och med honom inleddes en ny era. I slutet av säsongen valde klubben att släppa inte mindre än 17 spelare. Ytterligare ett tecken på att det var nya tider kom hösten 1966. Aberdeen bytte då tröjfärger - från svart och guld till rött och vitt.
Två år efter övertagandet guidade Turnbull Aberdeen till sin första cupfinal. Managern missade dock själv finalen på grund av sjukdom och utan Turnbull på bänken förmådde inte Aberdeen att rå på Celtic. Cupfinalen innebar dock att Aberdeen för första gången kvalificerade sig för Europaspel. Äventyret i Cupvinnarcupen började också på bästa sätt - då Aberdeen körde över KR Reykjavik med 10-0 inför hemmapubliken.

### Framgångar i cuperna (1970-1977)
Våren 1970 fick Aberdeen till slut bryta sin 14 år långa titeltorka, då de vann sin första titel sedan ligacupvinsten 1955/1956. I den skotska cupfinalen besegrades Celtic med 3-1 och Derek McKay skrev in sig i klubbens historieböcker. McKay, som flyttats upp från reservlaget, avgjorde både kvarts- och semifinalen. I finalen mot Celtic stod sedan McKay för två mål.
Året efter såg Aberdeen ut att gå mot en efterlängtad ligatitel. I den näst sista omgången fick de dock bara 1-1 mot Celtic och när Falkirk sedan besegrade Aberdeen i den sista omgången var guldet helt förlorat. Istället var det Celtic som vann med två poängs marginal ner till Aberdeen.
Säsongen 1976/1977 var det än en gång Celtic som stod för motståndet. I höstens ligacupfinal ställdes de bägge lagen återigen mot varandra och den här gången var det Aberdeen som gick vinnande ur striden. I förlängningen avgjorde Davie Robb och Aberdeen kunde fira sin första ligacuptitel på 21 år.

### Storhetstiden under Ferguson (1978-1986)
Sommaren 1978, kort efter förlusten i cupfinalen mot Rangers, valde Aberdeen att anställa Alex Ferguson som ny manager. Under den unge skotten nådde Aberdeen två raka cupfinaler, men fick väl där se sig slagna av Rangers respektive Dundee United. Den första titeln under Fergusons styre låg dock inte långt borta.
Några månader efter finalförlusten mot Dundee United fick Aberdeen den 3 maj 1980 fira sin första ligatitel på 25 år. En 5-0-seger mot Hibernian, samtidigt som Celtic bara kryssade mot St. Mirren, innebar att Aberdeen klättrade förbi i den sista omgången och säkrade sin andra ligatitel.
Två år senare kom den första cuptiteln under Alex Ferguson. I finalen körde Aberdeen över Rangers med 4-1. Länge levde även drömmen om en dubbel, men i ett drama som levde in i den sista omgången drog Aberdeen det kortaste strået gentemot Celtic.
Cupvinsten innebar att Aberdeen kvalificerade sig för Cupvinnarcupen, där klubben kom att skriva historia. Aberdeen lyckades då ta sig hela vägen till finalen i Cupvinnarcupen 1983, efter att bland annat ha slagit ut Bayern München i kvartsfinalen. I finalen i Göteborg väntade mäktiga Real Madrid. Eric Black gav tidigt Aberdeen ledningen men kvitteringen kom inte långt därefter. Finalen gick till förlängning och väl där blev John Hewitt stor matchhjälte - då han gjorde 2-1 och sköt titeln till Aberdeen.
Tio dagar efter segern i Cupvinnarcupen fullbordade Aberdeen sin cupdubbel, då de besegrade Rangers i den inhemska cupfinalen. Innan 1983 var över lyckades Aberdeen också vinna en tredje cuptitel. I december besegrades Europacupen-vinnaren Hamburg med 2-0 i Europeiska supercupen. Aberdeen avslutade sedan året med att utses till European Team of Year.
Den dubbel som klubben gått miste om 1982 kom istället 1984. För tredje året i rad vann Aberdeen den skotska cupen, då de besegrade Celtic i finalen, och för första gången på fyra år lyckades Aberdeen också vinna ligan. Ligatiteln säkrades också med bred marginal, då de till slut vann med sju poäng ner till Celtic.
Året efter försvarade Aberdeen ligaguldet - då de återigen vann med sju poäng före Celtic. Eran under Alex Ferguson avslutades sedan med dubbla cuptitlar 1985/1986. På hösten 1985 krossades Hibernian med 3-0 i ligacupfinalen och den 10 maj 1986 kom den sista titeln. De besegrade då Hearts med 3-0 i cupfinalen och säkrade därmed sin fjärde cuptitel på fem år. Efter ett VM-slutspel med Skottland återvände Ferguson till Aberdeen men den 1 november 1986 stod det klart att Alex Ferguson skulle lämna permanent, då han istället tog över Manchester United.

### Fallet från toppen (1987-2000)
Slutet av 1980-talet blev långt ifrån lika framgångsrikt som den första tiden av decenniet varit. Aberdeen nådde dock två raka ligacupfinaler men både 1987/1988 och 1988/1989 var Rangers för svåra. Det blev dock tredje gången gillt för Aberdeen. Den 22 oktober 1989 ställdes de för tredje året i rad mot Rangers i ligacupfinalen och vann då med 2-1 - sviten på tre titellösa säsonger var bruten. På våren 1990 fullbordade Aberdeen också en cupdubbel. Efter straffläggning stod nämligen Aberdeen som vinnare i finalen mot Celtic.
Året därpå lyckades Aberdeen sånär att bärga ligatiteln. I den sista omgången av säsongen 1990/1991 åkte Aberdeen till Glasgow, som serieledare, och behövde bara ett oavgjort resultat mot Rangers för att vinna ligan. Aberdeen föll dock med 0-2 och istället passerade just Rangers och korades till mästare. Bara två år senare - säsongen 1992/1993 - såg just Rangers till att snuva Aberdeen på ytterligare två titlar. Klubbarna ställdes mot varann i både cupfinalen och ligacupfinalen men bägge gångerna vann Rangers med 2-1.
Efter några tuffa år - 1995 klarade sig Aberdeen kvar i högstaligan först efter en seger mot Dunfermline Athletic i kvalet - bärgades den första titeln sedan 1990 på hösten 1995. I ligacupfinalen besegrades Dundee med 2-0 och Aberdeen kunde glädja sig åt sin femte titel i turneringen.
I ligaspelet fortsatte det att hacka och säsongen 1999/2000 kom bottennoteringen. Efter att ha varit framgångsrika i cuperna men förlorat finalerna mot Celtic respektive Rangers slutade Aberdeen sist i ligan, sedan de släppt in hela 83 mål på 36 matcher, och en historisk nedflyttning låg nära till hands. Tack vare arenareglerna klarade sig klubben dock kvar i högstadivisionen. Då Falkirks hemmaarena var för liten beviljades de inte uppflyttning och Aberdeen behöll istället sin plats i högstaligan.

### Titellösa år (2001-2013)
Även om Aberdeen reste sig något och slapp den mest akuta nedflyttningsstriden blev 2000-talet mörkt. Klubben slutade aldrig bättre än trea i ligan och befann sig ofta på den nedre halvan. Inte heller i cupspelet gick det bättre och Aberdeen förmådde inte att nå någon cupfinal, mer än de dubbla under decenniets första år.
Istället fortsatte mörkret en bit in på 2000-talet och den 9 november 2010 noterade Aberdeen sin största förlust i klubbens historia. Borta mot Celtic förlorade de med 0-9 och lyckades med det summera den grå period som klubben befann sig i.

### Återigen att räkna med (2014-)
I mars 2013 anställdes Derek McInnes som ny tränare och succén var omedelbar. Våren 2014 kunde Aberdeen till slut bryta sin nästan 19 år långa titeltorka. Klubben nådde då fram till ligacupfinalen - den första cupfinalen sedan de dubbla förlusterna säsongen 1999/2000 - och ställdes där mot Inverness Caledonian Thistle. Matchen slutade 0-0 och fick således avgöras på straffar. Där drog Aberdeen det längsta strået och vann straffläggningen med 4-2.
Klubben såg under de kommande åren också till att etablera sig i toppen, men fick gång på gång se sig slagna av Celtic. Fyra säsonger i rad, 2014/2015-2017/2018, slutade Aberdeen på andraplats i ligan. Samtliga gånger bakom Celtic. Säsongen 2016/2017 var det inte bara i ligaspelet som Aberdeen imponerade. I bägge de inhemska cuperna gick klubben till final, men båda gångerna fick de stryk av just Celtic.
Hösten 2018 nådde Aberdeen återigen ligacupfinalen. Även denna gång fick de dock se sig slagna av Celtic, då bjässen från Glasgow vann finalen med 1-0.

## Spelare

### Truppen
| 1  | Bulgarien  | Dimitar Mitov | 22 januari 1997  | St. Johnstone (-24) |
| 13 | Australien | Nick Suman    | 28 februari 2000 | Cove Rangers (-25)  |

| 2  | Skottland     | Nicky Devlin     | 17 oktober 1993  | Livingston (-23)        |
| 5  | Nederländerna | Mats Knoester    | 19 november 1998 | Ferencváros (-25)       |
| 21 | Irland        | Gavin Molloy     | 19 oktober 2001  | Shelbourne (-24)        |
| 22 | Skottland     | Jack Milne       | 10 februari 2003 | Aberdeen FC             |
| 28 | Danmark       | Alexander Jensen | 24 augusti 2001  | IF Brommapojkarna (-25) |
| 33 | Montenegro    | Slobodan Rubezic | 21 mars 2000     | Novi Pazar (-23)        |
| -  | Tyskland      | Emmanuel Gyamfi  | 23 juli 2004     | Schalke 04 (-25)        |
| -  | Lettland      | Kristers Tobers  | 13 december 2000 | Grasshoppers (-25)      |
| -  | Finland       | Richard Jensen   | 17 mars 1996     | Górnik Zabrze (-23)     |

| 4  | Skottland | Graeme Shinnie          | 4 augusti 1991  | Wigan Athletic (-23)        |
| 6  | Norge     | Sivert Heltne Nilsen    | 2 oktober 1991  | Brann (-24)                 |
| 8  | USA       | Dante Polvara           | 21 juni 2000    | Georgetown University (-22) |
| 10 | England   | Leighton Clarkson       | 19 oktober 2001 | Liverpool (-22)             |
| 18 | Kroatien  | Ante Palaversa          | 6 april 2000    | Troyes (-24)                |
| 30 | Skottland | Fletcher Boyd           | 26 januari 2008 | Aberdeen FC                 |
| -  | Skottland | Findlay Marshall        | 17 april 2006   | Aberdeen FC                 |
| -  | Island    | Kjartan Már Kjartansson | 14 juli 2006    | Stjarnan (-25)              |

| 14 | Senegal       | Pape Habib Gueye  | 20 september 1999 | Kortrijk (-23)                 |
| 17 | Nederländerna | Vicente Besuijen  | 10 april 2001     | ADO Den Haag (-22)             |
| 19 | Slovenien     | Ester Sokler      | 4 juni 1999       | Radomlje (-23)                 |
| 20 | England       | Shayden Morris    | 30 mars 2002      | Fleetwood Town (-22)           |
| 23 | Skottland     | Ryan Duncan       | 18 januari 2004   | Aberdeen FC                    |
| 32 | Nigeria       | Peter Ambrose     | 10 juni 2002      | Újpest (-24)                   |
| 36 | Skottland     | Alfie Bavidge     | 11 april 2006     | Aberdeen FC                    |
| 81 | Finland       | Topi Keskinen     | 7 mars 2003       | HJK (-24)                      |
| -  | Australien    | Kusini Yengi      | 15 januari 1999   | Portsmouth (-25)               |
| -  | Australien    | Nicolas Milanovic | 14 november 2001  | Western Sydney Wanderers (-25) |

### Utlånade spelare
| Nr | Land | Pos | Namn |
| -- | ---- | --- | ---- |

### Hall of Fame
År 2004 inrättades AFC Hall of Fame, där spelare och ledare som gjort stora bidrag till klubben genom åren får plats. Efter att fyra namn inkluderats den 6 november 2018 ingår .... personer i Aberdeen FC:s Hall of Fame.
| - Alec Young (1950-1958) - Alex Ferguson (1978-1986) - Alex McLeish (1978-1994) - Ally MacLeod (1975-1977) - Ally Shewan (1962-1969) - Archie Knox (1980-1983, 1986 & 2010-2013) - Arthur Graham (1969-1977) - Bobby Clark (1965-1982) - Chris Anderson (1943-1945, 1948-1953 & 1967-1986) - Dick Donald (1928-1933 & 1949-1993) | - Donald Colman (1907-1920 & 1931-1942) - Drew Jarvie (1972-1982 & 1988-2002) - Eddie Turnbull (1965-1971) - Eoin Jess (1989-1996 & 1997-2001) - Fred Martin (1950-1960) - Graham Leggat (1953-1958) - Henning Boel (1968-1974) - Jim Bett (1985-1994) - Jim Hermiston (1966-1975) - Jim Leighton (1978-1988 & 1997-2000) | - Joe Harper (1969-1972 & 1976-1981) - John Hewitt (1979-1989) - John McMaster (1974-1987) - Martin Buchan (1966-1972) - Neale Cooper (1979-1986) - Neil Simpson (1978-1990) - Peter Weir (1981-1987) - Stuart Kennedy (1976-1983) - Teddy Scott (1954-2003) - Willie Miller (1973-1995) |